# 双指鳞虫科
双指鳞虫科（学名：Iphionidae）是叶须虫目下的一个科。

## 下属分类
本科包括以下属：
- 双指鳞虫属 Iphione Kinberg, 1856
- Iphionella McIntosh, 1885
- Iphionides Hartmann-Schröder, 1977
- Thermiphione Hartmann-Schröder, 1992